# Václav Jelínek (špión)
Václav Jelínek (23. srpna 1944 Modřany – 8. února[zdroj⁠?!] 2022) byl 13 let československý špión z období studené války, který pracoval v Londýně pod osvojenou identitou Erwin van Haarlem.

## Skutečný Erwin van Haarlem
Skutečný Erwin van Haarlem se narodil 22. srpna 1944 jako syn Johanny van Haarlem, ženy nizozemského a židovského původu, již znásilnil Gregor Kulig, polský voják a nacista, s nímž se přátelila. Kulig ještě před narozením Erwina padl ve válce a Erwin byl nabídnut k adopci v pražských Holešovicích. Později byl v Nizozemsku na seznamu pohřešovaných.

## Život a kariéra
Václav Jelínek se narodil 23. srpna 1944 v Modřanech u Prahy (nyní součást města). Po povinné vojenské službě se stal seržantem, který pracoval pro Ministerstvo vnitra. Byl přijat do československé tajné policie Státní bezpečnost (StB) a byl povýšen do hodnosti poručíka. Přijal identitu van Haarlema a v červnu 1975 se přestěhoval do Londýna s pomocí pravého nizozemského pasu, který nezákonně získal na jméno van Haarlem. Získal práci v restauraci Hilton Hotel na Park Lane a začal pro StB a KGB, její ekvivalent v Sovětském svazu, provádět špionáž o Spojeném království a Spojených státech. Jeho nadřízený byl zástupce plukovníka Josef Kafka. 25. března 1986 byl Václav Jelínek KGB vyznamenán. Ačkoli působil jako nizozemský státní příslušník, nikdy v Nizozemsku nežil.
Když ho Johanna van Haarlem v roce 1977 kontaktovala a uvěřila, že je jejím skutečným synem, bylo mu nařízeno, aby roli hrál, aby se neprozradilo jeho krytí. V roli pokračoval dokonce do té míry, že navštívil její rodinu v Holandsku. Seznámil se dokonce i s rodinou svého otce Gregora Kuliga. V důsledku tohoto podvodu se se svým skutečným synem nesmířila až do února 1992.
Nakonec byl Jelínek unavený prací číšníka a s finančními prostředky od StB koupil byt v Silver Birch Close ve Friern Barnet v severním Londýně a podnikal jako obchodník s uměním. Ve svém bytě byl nakonec 22. dubna 1988 zatčen, zatímco na rádiu přijímal číselné šifrované zprávy a používal jej 13 let. Soud pro špionáž u londýnského soudního dvora Old Bailey byl zahájen 6. února 1989 a byl prvním soudem se špionem ve Velké Británii od roku 1961. Důstojník Metropolitní policie uvedl, že byl „pravděpodobně prvním člověkem, který byl souzen v Old Bailey pod přezdívkou“. Mezi těmi, kteří proti němu vypovídali, byla Stella Rimingtonová, používající přezdívku „Miss J“. Porota přišla s rozsudkem viny po pouhých 45 minutách jednání a dne 3. března 1989 byl Jelínek odsouzen k desetiletému vězení. Následně byl držen ve vězení HM Parkhurst. Zatímco byl v Parkhurstu, Sametová revoluce v roce 1989 v Československu svrhla komunismus, 1. ledna 1993 Československo pokojně zaniklo a jeho jednotlivé státy se staly nezávislými státy České republiky a Slovenska. Po neúspěšném pokusu o útěk, určitém období hladovky a po lobbingu českých diplomatů byl Václav Jelínek po pěti letech vězení 5. dubna 1993 propuštěn a deportován do České republiky.
V britském dokumentu Otázka identity z roku 1993 Erwina hrál Bernard Hill.

V roce 2006 vznikl v nizozemské rozhlasové stanici VPRO o van Haarlemovi dvoudílný program, nazvaný „Het Spoor Terug“ (Cesta zpět).
 Jeho vzpomínky, napsané Jaroslavem Kmentou, vyšly v češtině v roce 2005 pod názvem Český špion Erwin van Haarlem.
Od roku 2016 žil Jelínek v Praze.

## Zpravodajská činnost
V Anglii dokázal plných 10 let se vydávat za Žida a předstírat, že je synem úplně cizí ženy. Dokázal téměř nemožné: „nabourat se“ do židovských organizací a rozkrýt špionážní síť jedné z nejobávanějších tajných služeb světa – izraelského Mosadu. Václav Jelínek byl u toho, když se ve světových židovských organizacích domlouvaly taktické plány, jak dostat ze Sovětského svazu tisíce Židů, jimž Moskva odmítala vydat povolení vystěhovat se. Za ústupky v migrační politice požadoval Sovětský svaz ústupky Spojených států ve zbrojení.
Moskva pak skutečně souhlasila s vystěhováním Židů ze Sovětského svazu a Spojené státy a Velká Británie kývly na snížení zbrojní výroby.

K jeho zatčení pravděpodobně napomohl bývalý zpravodajský důstojník Vlastimil Ludvík, který v roce 1988 přeběhl k MI6.
Václav Jelínek, byť mu v britském vězení slibovali beztrestnost, nikdy nezradil. Kdyby se nad jeho osudem neslitoval šéf rozvědky generál Radovan Procházka a nepřimluvil se za něj u britské premiérky i tehdejší prezident Václav Havel, zřejmě by už tehdy zemřel následkem hladovky, kterou byl připraven dovést do konce.